# Anri
Anri  (杏里?), pseudonimo di Eiko Kawashima (川嶋 栄子?, Kawashima Eiko; Yamato, 31 agosto 1961), è una cantante giapponese.
Anri è anche l'autrice di molti dei brani da lei interpretati. Ha debuttato nel 1978 con il singolo Oribia o Kikinagara di Amii Ozaki. Nel 1983, il suo brano Cat's Eye venne utilizzato come prima sigla d'apertura dell'anime Cat's Eye e debuttò alla prima posizione della classifica Countdown Japan. Il brano è anche ricordato per essere stato il primo pezzo J-pop ad essere usato come sigla di un anime. La sua popolarità aumentò ancora di più dopo la sua apparizione al Red and White New Year's Music Special alla fine di quello stesso anno.
Fra gli altri suoi singoli di successo si possono ricordare Summer Candles e Dolphin Ring, entrambi diventati standard pop nei matrimoni e nelle feste giapponesi. Per tutti gli anni ottanta e per i primi anni novanta, gli album di Anri ebbero un grande successo di vendite. Anri è stata spesso citata come la prima cantante giapponese ad aver fuso lo stile occidentale ed il j-pop. È stata anche una delle prime cantanti giapponesi ad uscire dai confini nazionali con un tour, arrivando a fare tappa alle Hawaii nel 1987. In anni più recenti ha cantato il tema di chiusura delle Olimpiadi invernali 1998 di Nagano, mentre nel 2002 ha iniziato a collaborare con il chitarrista jazz fusion Lee Ritenour, con il quale ha prodotto nel 2002 l'album Smooth Jam - Quiet Storm.

## Discografia

### Album
- 1978 - ANRI -apricot jam- (杏里 -apricot jam-)
- 1979 - Feelin'
- 1981 - Kanashimi no Kujaku (哀しみの孔雀)
- 1982 - Heaven Beach
- 1983 - Bi・Ki・Ni
- 1983 - Timely!!
- 1984 - COOL
- 1985 - WAVE
- 1986 - MYSTIQUE
- 1986 - TROUBLE IN PARADISE
- 1987 - SUMMER FAREWELL
- 1988 - BOOGIE WOOGIE MAINLAND
- 1989 - CIRCUIT of RAINBOW
- 1990 - MIND CRUISIN'
- 1990 - NEUTRAL
- 1992 - MOANA LANI
- 1993 - 1/2 & 1/2
- 1996 - Angel Whisper
- 1997 - TWIN SOUL
- 1998 - MOONLIT SUMMER TALES
- 1999 - EVER BLUE
- 2000 - The Beach House
- 2001 - My Music
- 2005 - Sol

### Raccolte
- 1980 - ANRI the Best (杏里 ザ・ベスト)
- 1981 - Omoikiri American ~I LOVE POPING WORLD, ANRI~ (思いきりアメリカン ～I LOVE POPING WORLD, ANRI～)
- 1986 - The ANRI (ザ・杏里)
- 1987 - meditation
- 1988 - MY FAVORITE SONGS
- 1991 - MY FAVORITE SONGS 2
- 1994 - 16th Summer Breeze
- 1995 - OPUS 21
- 2000 - ANRI The Best
- 2000 - ANRI IN THE BOX
- 2003 - R134 OCEAN DeLIGHTS
- 2007 - a day in the summer The Best from "16th Summer Breeze" & "OPUS 21" VERSAL
- 2011 - Heart to Heart ~with you~

### Album di cover
- 2007 - tears of anri
- 2008 - tears of anri 2
- 2009 - ANRI AGAIN Best of Myself (ANRI AGAIN ベスト・オブ・マイセルフ) (Self-cover album)

### Mini-album
- 2002 - ANRI SMOOTH JAM -Aspasia-
- 2002 - ANRI SMOOTH JAM -Quiet Storm-

### Altri album
- 2004 - Tenchi Muyo! no Shuudaika Best Album (天地無用!の主題歌ベストアルバム) (#13 Love Song ga Kikoeru)
- 2010 - Ishii Tatuya - "THE WAVE OF LOVE" (#1 THE WAVE OF LOVE feat. ANRI)

## Singoli
- 1978 - Olivia wo Kikinagara (オリビアを聴きながら)
- 1979 - Chichuukai Dream (地中海ドリーム)
- 1979 - Namida wo Umi ni Kaeshitai (涙を海に返したい)
- 1979 - Inspiration (インスピレーション)
- 1980 - Kaze no Jealousy (風のジェラシー)
- 1980 - Kawaii Pauline (可愛いポーリン)
- 1981 - Cotton Kibun (コットン気分)
- 1981 - Ikoku no Dekigoto (異国の出来事)
- 1982 - Espresso de Nemurenai (エスプレッソで眠れない)
- 1982 - Omoikiri American (思いきりアメリカン)
- 1982 - Fly By Day
- 1983 - Lady Sunshine
- 1983 - CAT'S EYE
- 1983 - Kanashimi ga Tomaranai "I CAN'T STOP THE LONELINESS" (悲しみがとまらない)
- 1984 - Ki Mama ni REFLECTION (気ままにREFLECTION)
- 1985 - 16 (Sixteen) BEAT
- 1986 - Oriental Rose (オリエンタル・ローズ)
- 1986 - Morning Squall (モーニング スコール)
- 1986 - TROUBLE IN PARADISE
- 1987 - HAPPY END de Furaretai (HAPPY END でふられたい)
- 1987 - SURF & TEARS
- 1988 - SUMMER CANDLES
- 1988 - Snow Flake no Machikado (スノーフレイクの街角)
- 1991 - Sweet Emotion
- 1991 - Back to the BASIC
- 1991 - Uso nara Yasashiku (嘘ならやさしく)
- 1991 - Last Love (ラスト ラブ)
- 1992 - LANI ~Heavenly Garden~
- 1993 - Dolphin Ring
- 1994 - ALL OF YOU
- 1994 - SHARE Hitomi no Naka no Hero (SHARE 瞳の中のヒーロー)
- 1995 - Legend Of Love
- 1996 - Ano Natsu ni Modoritai (あの夏に戻りたい)
- 1996 - Mou Hitotsu no Birthday (もうひとつのBirthday)
- 1997 - CAT'S EYE -2000-
- 1997 - Future For You
- 1998 - Eternity
- 1998 - Natsu no Tsuki (夏の月)
- 1999 - Aenai Setsunasa to (逢えないせつなさと)
- 2001 - SUNSET BEACH HOTEL
- 2001 - Tears in Crystal
- 2002 - CANDLE LIGHT
- 2004 - Return To The Silence
- 2005 - Field of Lights
- 2008 - Mou Kanashikunai (もう悲しくない)